# 대성산업
대성산업 주식회사(Daesung Industrial, 大成産業)는 대성의 지주회사이다.

## 계열사
- 대성산업 기계사업부
- 대성산업 에너지시스템사업부
- 대성쎌틱에너시스
- 대성히트펌프
- 대성계전
- 대성니찌유압공업
- 대성C&S
- 대성하이드로닉스
- 한국캠프리지필터
- 가하 이엠씨
- 가하 컨설팅
- 대성물류건설
- 대성아트센터